# دنیلا آلونسو
دَنیِلا آلونسو (به انگلیسی: Daniella Alonso) (زاده ۲۲ سپتامبر ۱۹۷۸) بازیگر آمریکایی است که بیشتر بخاطر بازی در مجموعه تلویزیونی شبکه ان‌بی‌سی یعنی انقلاب در نقش نورا کلایتون شهرت دارد. او همچنین در مجموعه دودمان بازی کرده است.